# 瓦莱多尔莫
瓦莱多尔莫（義大利語：Valledolmo），是意大利西西里大区巴勒莫广域市的一个市镇。总面积25平方公里，人口3793人，人口密度151.7人/平方公里（2009年）。ISTAT代码为082076。